# Алмаз-Антей
Акционерно дружество „Алмаз-Антей“ е руски концерн, специализиран в проектиране и производство на комплекси за противовъздушна и противоракетна отбрана, със седалище в град Москва, Русия.
Предприятията, част от концерна, разработват, произвеждат и модернизират зенитно-ракетни комплекси и радиолокационно оборудване, както и компоненти за производството им (основна сфера на концерна – противовъздушна отбрана). Освен това концернът изпълнява задачи, включващи рационализации, съпровождаща експлоатация и ремонт за федералните и държавни нужди на Русия, както и експорт на ПВО оборудване и нестратегическа противоракетна отбрана.
През 1994 г. е издадено постановление на Правителството на РФ за създаване на концерн от предприятия за ПВО, но тогава обединението така и не е извършено.
Държавният концерн „Алмаз-Антей“ е създаден с указ № 412 на президента на Русия на 23 април 2002 г. на базата на концерните „Антей“, „Алмаз“ и някои други предприятия.
През 2003 г. генералният директор на концерна Игор Климов е убит. Както установява следствието, убийството е свързано с разпределяне на вътрешната собственост на „Алмаз-Антей“.
От 2004 г. се използва съвременното наименование – ОАО "Концерн за ПВО „Алмаз-Антей“.
С Указ на президента на РФ № 1009 от 4 август 2004 г. концернът влиза в състава на предприятията за стратегическа отбрана.
През 2017 г. Алмаз-Антей е реализирал продажби на оръжие за 9,125 милиарда долара. 